# Saison 2002 de Super 12
Navigation
Super 12 2001 Super 12 2003
La saison 2002 de Super 12 est la septième édition de la compétition. Elle est disputée par douze franchises d'Australie, d'Afrique du Sud et de Nouvelle-Zélande. La compétition débute le 22 février 2002 et se termine le 25 mai 2002 par une finale disputée à Christchurch. Elle est remportée par les Crusaders à l'issue de la finale remportée contre les Brumbies sur le score de 31 à 13.

## Équipes participantes
La compétition oppose les douze franchises issues des trois grandes nations du rugby à XV de l'hémisphère sud :
| Franchises sud-africaines - Bulls, basée à Pretoria - Cats, basée à Johannesburg - Sharks, basée à Durban - Stormers, basée au Cap | Franchises australiennes - Brumbies, basée à Canberra - Waratahs, basée à Sydney - Queensland Reds, basée à Brisbane | Franchises néo-zélandaise - Blues, basée à Auckland - Chiefs, basée à Hamilton - Crusaders, basée à Christchurch - Highlanders, basée à Dunedin - Hurricanes, basée à Wellington |

## Classement de la saison régulière
| Rang | Club            | J  | V  | N | D  | Bo | Bd | Pm  | Pe  | Diff | Pts |
| ---- | --------------- | -- | -- | - | -- | -- | -- | --- | --- | ---- | --- |
| 1    | Crusaders       | 11 | 11 | 0 | 0  | 7  | 0  | 469 | 264 | +205 | 51  |
| 2    | Waratahs        | 11 | 8  | 0 | 3  | 5  | 2  | 337 | 284 | +53  | 39  |
| 3    | Brumbies (T)    | 11 | 7  | 0 | 4  | 7  | 3  | 374 | 230 | +144 | 38  |
| 4    | Highlanders     | 11 | 8  | 0 | 3  | 4  | 2  | 329 | 207 | +122 | 38  |
| 5    | Queensland Reds | 11 | 7  | 0 | 4  | 4  | 2  | 336 | 287 | +49  | 34  |
| 6    | Blues           | 11 | 6  | 0 | 5  | 3  | 2  | 318 | 249 | +69  | 29  |
| 7    | Stormers        | 11 | 5  | 0 | 6  | 4  | 3  | 310 | 314 | -4   | 27  |
| 8    | Chiefs          | 11 | 4  | 0 | 7  | 5  | 3  | 323 | 341 | -18  | 24  |
| 9    | Hurricanes      | 11 | 5  | 0 | 6  | 2  | 1  | 232 | 317 | -85  | 23  |
| 10   | Sharks          | 11 | 4  | 0 | 7  | 1  | 3  | 221 | 309 | -88  | 20  |
| 11   | Lions           | 11 | 1  | 0 | 10 | 1  | 1  | 228 | 407 | -179 | 6   |
| 12   | Bulls           | 11 | 0  | 0 | 11 | 3  | 1  | 232 | 500 | -268 | 4   |

|  | Qualifiés pour la phase finale (no 1, no 2, no 3, no 4). |
|  | T : Tenant du titre 2001                                 |

Attribution des points : victoire : 4, match nul : 2, défaite : 0 ; plus les bonus (offensif : 4 essais marqués ; défensif : défaite par 7 points d'écart maximum).
Règles de classement : 1. différence de points ; 2. résultat du match entre les deux franchises ; 3. le nombre d'essais marqués.

## Résultats
| Clubs           | BLU   | BUL   | BRU   | CAT   | CHI   | CRU   | HIG   | HUR   | QUE   | SHA   | STO   | WAR   |
| --------------- | ----- | ----- | ----- | ----- | ----- | ----- | ----- | ----- | ----- | ----- | ----- | ----- |
| Blues           |       | 65-24 |       |       | 37-30 |       | 13-20 |       |       |       | 25-6  | 22-20 |
| Bulls           |       |       | 35-45 | 31-44 |       |       | 17-54 | 18-37 |       | 10-23 |       | 19-51 |
| Brumbies        | 46-25 |       |       | 64-16 |       |       | 18-25 | 13-20 | 29-19 | 38-8  |       |       |
| Cats            | 12-24 |       |       |       | 25-36 | 30-37 |       |       | 15-27 |       | 25-36 |       |
| Chiefs          |       | 53-24 | 15-42 |       |       | 27-34 |       | 44-20 |       |       | 33-45 | 25-42 |
| Crusaders       | 30-11 | 49-15 | 33-32 |       |       |       | 30-28 |       |       |       | 41-21 | 96-19 |
| Highlanders     |       |       |       | 40-8  | 24-29 |       |       | 19-10 | 40-26 | 45-5  |       |       |
| Hurricanes      | 7-60  |       |       | 30-21 |       | 20-48 |       |       | 22-18 | 40-17 |       |       |
| Queensland Reds | 34-23 | 48-12 |       |       | 27-13 | 27-34 |       |       |       |       | 49-46 | 31-24 |
| Sharks          | 20-13 |       |       | 38-11 | 21-18 | 34-37 |       |       | 29-30 |       | 18-25 |       |
| Stormers        |       | 31-27 | 15-36 |       |       |       | 20-21 | 40-13 |       |       |       | 25-26 |
| Waratahs        |       |       | 19-11 | 44-21 |       |       | 31-13 | 19-13 |       | 42-8  |       |       |

|  | Victoire à domicile |  | Match nul |  | Défaite à domicile |

## Phase finale
|  | Demi-finales                                       | Demi-finales                                  |           |    | Finale                                        | Finale                                        |
|  | Demi-finales                                       | Demi-finales                                  |           |    | Finale                                        | Finale                                        |
|  |                                                    |                                               |           |    |                                               |                                               |
|  | le 18 mai 2002 au Jade Stadium (Christchurch)      | le 18 mai 2002 au Jade Stadium (Christchurch) |           |    | le 25 mai 2002 au Jade Stadium (Christchurch) | le 25 mai 2002 au Jade Stadium (Christchurch) |
|  | le 18 mai 2002 au Jade Stadium (Christchurch)      | le 18 mai 2002 au Jade Stadium (Christchurch) |           |    | le 25 mai 2002 au Jade Stadium (Christchurch) | le 25 mai 2002 au Jade Stadium (Christchurch) |
|  | Crusaders                                          | 34                                            |           |    | le 25 mai 2002 au Jade Stadium (Christchurch) | le 25 mai 2002 au Jade Stadium (Christchurch) |
|  | Crusaders                                          | 34                                            |           |    | le 25 mai 2002 au Jade Stadium (Christchurch) | le 25 mai 2002 au Jade Stadium (Christchurch) |
|  | Highlanders                                        | 23                                            |           |    | le 25 mai 2002 au Jade Stadium (Christchurch) | le 25 mai 2002 au Jade Stadium (Christchurch) |
|  | Highlanders                                        | 23                                            | Crusaders | 31 |                                               |                                               |
|  | le 18 mai 2002 au Sydney Football Stadium (Sydney) |                                               | Crusaders | 31 |                                               |                                               |
|  |                                                    | Brumbies                                      | 13        |    |                                               |                                               |
|  | Waratahs                                           | Brumbies                                      | 13        | 10 |                                               |                                               |
|  | Waratahs                                           |                                               |           | 10 |                                               |                                               |
|  | Brumbies                                           | 51                                            |           |    |                                               |                                               |
|  | Brumbies                                           | 51                                            |           |    |                                               |                                               |

### Demi-finales
| 18 mai 2002 | Crusaders | 34 – 23 | Highlanders                                                                       | Jade Stadium, Christchurch Arbitre : Stuart Dickinson |
| 18 mai 2002 | Essai(s) : Robinson (2), McCaw Transformation(s) : Mehrtens (2) Pénalité(s) : Merthens (3) Drop(s) : Merthens, Mauger |         | Essai(s) : Wilson, Walker Transformation(s) : Walker (2) Pénalité(s) : Walker (3) | Jade Stadium, Christchurch Arbitre : Stuart Dickinson |
| 18 mai 2002 | |         |                                                                                   | Jade Stadium, Christchurch Arbitre : Stuart Dickinson |

| 18 mai 2002 | Waratahs                                                            | 10 – 51 | Brumbies | Aussie Stadium, Sydney Arbitre : André Watson |
| 18 mai 2002 | Essai(s) : Staniforth Transformation(s) : Burke Pénalité(s) : Burke |         | Essai(s) : Bond, Jeremy Paul, Harrison, Finegan, Howard Transformation(s) : Huxley (5), Mortlock Pénalité(s) : Huxley (2), Walker | Aussie Stadium, Sydney Arbitre : André Watson |
| 18 mai 2002 |                                                                     |         | | Aussie Stadium, Sydney Arbitre : André Watson |

### Finale
(mt : 6 - 3)
Points marqués : 
- Crusaders : 3 essais par Vunibaka, Ralph (2); 2 transformations de Mehrtens, 3 pénalités de Mehrtens et 1 drop de Mehrtens.
- Hurricanes : 1 essai de Walker, 1 transformation de Walker et 2 pénalités de Walker.

Évolution du score :
Arbitre : André Watson 
Résumé
| Crusaders Titulaires Leon MacDonald 15 Marika Vunibaka 14 Mark Robinson 13 Aaron Mauger 12 Caleb Ralph 11 Andrew Mehrtens 10 Justin Marshall 9 Scott Robertson 8 Richie McCaw 7 (cap.) Reuben Thorne 6 Norm Maxwell 5 Chris Jack 4 Greg Feek 3 Mark Hammett 2 Greg Somerville 1 Remplaçants David Hewett 16 Corey Flynn 17 Sam Broomhall 18 Johnny Leo'o 19 Ben Hurst 20 Daryl Gibson 21 Ben Blair 22 Entraîneur Robbie Deans |  | Brumbies Titulaires 15 Mark Bartholomeusz 14 Graeme Bond 13 Stirling Mortlock 12 Pat Howard 11 Andrew Walker 10 Stephen Larkham 9 George Gregan (cap.) 8 Scott Fava 7 George Smith 6 Owen Finegan 5 Justin Harrison 4 Daniel Vickerman 3 Ben Darwin 2 Jeremy Paul 1 Bill Young Remplaçants 16 Damian Flynn 17 Angus Scott 18 David Pusey 19 Peter Ryan 20 Travis Hall 21 Joel Wilson 22 Julian Huxley Entraîneur David Nucifora |